# 쇼난노카제
쇼난노카제(湘南乃風)는 일본의 남성 4인조 레게 음악 그룹이다. 2006년에 가장 많이 팔린 노래 가운데 하나인 〈준렌카〉 (純恋歌)로 잘 알려져 있다.

## 음반 목록
- 2003년 《쇼난노카제: Real Riders》
- 2004년 《쇼난노카제: 라가 퍼레이드》
- 2006년 《쇼난노카제: Riders High》
- 2009년 《쇼난노카제: Joker》